# Jo Jung-suk
Jo Jung-suk (hangeul: 조정석; Seul, 26 dicembre 1980) è un attore sudcoreano.

## Biografia
Jo Jung-suk fu ammesso al Seoul Institute of the Arts con una borsa di studio per il teatro, ma, quando suo padre morì nel 2000, lasciò l'università senza laurearsi. Per sostenere economicamente la famiglia, iniziò a lavorare nei musical, venendo escluso dal servizio militare obbligatorio per problemi familiari, e debuttò nel 2004 in Lo schiaccianoci. Diventò molto attivo e conosciuto a teatro, e recitò in venticinque musical nei primi nove anni di carriera.
Nel 2011 ebbe il suo primo ruolo in televisione nella serie What's Up e nel 2012 partecipò a due lavori importanti: debuttò al cinema con una parte di supporto nel film Geonchukhakgaeron, per cui vinse il premio Miglior nuovo attore ai Blue Dragon Film Awards, e recitò nel drama The King 2 Hearts. La versalità e la presenza scenica mostrate nei due progetti gli fecero guadagnare molta popolarità e ricevette quasi venti offerti per film e serie televisive, senza contare le pubblicità.
Dopo altri due film, tornò in televisione per la prima volta come protagonista nel dramma familiare del 2013 Choegoda Lee Soon-shin, in cui recitò al fianco di IU. Nel 2014 recitò nel thriller storico Yeokrin e nella commedia romantica Na-ui sarang na-ui sinbu con Shin Min-a, mentre nel 2015, sempre come protagonista, nelle pellicole Sigan-italja e Journalist.

## Filmografia

### Cinema
- Geonchukhakgaeron (건축학개론), regia di Lee Yong-joo (2012)
- Kangchul Dae-oh - Kuguk-ui cheolgabang (강철대오: 구국의 철가방), regia di Yook Sang-hyo (2012)
- Gwansang (관상), regia di Han Jae-rim (2013)
- Yeokrin (역린), regia di Lee Jae-gyu (2014)
- Na-ui sarang na-ui sinbu (나의 사랑 나의 신부), regia di Im Chan-sang (2014)
- Sigan-italja (시간이탈자), regia di Kwak Jae-yong (2016)
- Pilot (파일럿?), regia di Kim Han-gyul (2024)

### Televisione
- What's Up (왓츠 업) – serie TV (2011-2012)
- The King 2 Hearts (더킹 투하츠) – serie TV (2012)
- Choegoda Lee Soon-shin (최고다 이순신) – serie TV (2013)
- O na-ui gwisinnim (오 나의 귀신님) – serie TV (2015)
- Pureun bada-ui jeonseol (푸른 바다의 전설) – serie TV, episodi 7-8 (2016)
- Jiltu-ui hwasin (질투의 화신) – serie TV (2016)
- Hospital Playlist (슬기로운 의사생활?, Seulgiro-un uisasaenghwalLR) – serie TV (2020-2021)
- Il re e la spia (세작, 매혹된 자들?) – serie TV (2024)
- Le stelle parlano di noi (별들에게 물어봐?) – serie TV (2025)
- Weak Hero (약한영웅?, Yakhan-yeong-ungLR) – serie TV (2025)
- Resident Playbook (언젠가는 슬기로울 전공의생활?, Eonjen-ganeun seulgiro-ul jeongong-uisaenghwalLR) – serie TV, episodio 10 (2025)

## Riconoscimenti
| Anno | Premio                                    | Categoria                                         | Opera nominata                       | Risultato       |
| ---- | ----------------------------------------- | ------------------------------------------------- | ------------------------------------ | --------------- |
| 2008 | Korea Musical Awards                      | Miglior nuovo attore                              | Organ in My Heart                    | Vincitore/trice |
| 2009 | Korea Musical Awards                      | Miglior attore di supporto                        | Spring Awakening                     | Vincitore/trice |
| 2009 | The Musical Awards                        | Miglior attore Actor                              | Janggeum the Great                   | Candidato/a     |
| 2010 | The Musical Awards                        | Miglior attore di supporto                        | Spring Awakening                     | Vincitore/trice |
| 2012 | Mnet 20's Choice Awards                   | 20's Booming Actor                                | Geonchukhakgaeron, The King 2 Hearts | Vincitore/trice |
| 2012 | Buil Film Awards                          | Miglior nuovo attore                              | Geonchukhakgaeron                    | Candidato/a     |
| 2012 | Grand Bell Awards                         | Miglior nuovo attore                              | Geonchukhakgaeron                    | Candidato/a     |
| 2012 | Grand Bell Awards                         | Miglior attore di supporto                        | Geonchukhakgaeron                    | Candidato/a     |
| 2012 | Korea Drama Awards                        | Miglior nuovo attore                              | The King 2 Hearts                    | Candidato/a     |
| 2012 | Style Icon Awards                         | Nuova icona                                       |                                      | Vincitore/trice |
| 2012 | Blue Dragon Film Awards                   | Miglior nuovo attore                              | Geonchukhakgaeron                    | Vincitore/trice |
| 2012 | Korean Culture and Entertainment Awards   | Miglior nuovo attore                              | Geonchukhakgaeron                    | Vincitore/trice |
| 2012 | MBC Drama Awards                          | Miglior nuovo attore                              | The King 2 Hearts                    | Candidato/a     |
| 2013 | KOFRA Film Awards                         | Miglior nuovo attore                              | Geonchukhakgaeron                    | Vincitore/trice |
| 2013 | Baeksang Arts Awards                      | Miglior nuovo attore (TV)                         | The King 2 Hearts                    | Candidato/a     |
| 2013 | Grand Bell Awards                         | Miglior attore di supporto                        | Gwansang                             | Vincitore/trice |
| 2013 | Korean Association of Film Critics Awards | Miglior attore di supporto                        | Gwansang                             | Vincitore/trice |
| 2013 | Blue Dragon Film Awards                   | Miglior attore di supporto                        | Gwansang                             | Candidato/a     |
| 2013 | KBS Drama Awards                          | Premio miglior coppia con IU                      | Choegoda Lee Soon-shin               | Vincitore/trice |
| 2013 | KBS Drama Awards                          | Premio all'eccellenza, attore in un drama seriale | Choegoda Lee Soon-shin               | Vincitore/trice |
| 2014 | Max Movie Awards                          | Miglior attore di supporto                        | Gwansang                             | Candidato/a     |